# کیبوتیوم
کیبوتیوم (نام علمی: Cibotium) نام یک سرده از رده سرخس باریک‌هاگدان است.